# Vladímir Rikkonen
Vladímir Rikkonen –en ruso, Владимир Рикконен– (25 de octubre de 1943) es un deportista soviético que compitió en remo. Ganó una medalla de plata en el Campeonato Mundial de Remo de 1966 y dos medallas de bronce en el Campeonato Europeo de Remo, en los años 1967 y 1973.

## Palmarés internacional
| Campeonato Mundial | Campeonato Mundial | Campeonato Mundial | Campeonato Mundial |
| Año                | Lugar              | Medalla            | Prueba             |
| ------------------ | ------------------ | ------------------ | ------------------ |
| 1966               | Bled (Yugoslavia)  | Medalla de plata   | Ocho con timonel   |
| Campeonato Europeo |                    |                    |                    |
| Año                | Lugar              | Medalla            | Prueba             |
| 1967               | Vichy (Francia)    | Medalla de bronce  | Ocho con timonel   |
| 1973               | Moscú (URSS)       | Medalla de bronce  | Ocho con timonel   |